# Танака, Синдзи
Синдзи Танака (яп. 田中 真二 Танака Синдзи, род. 25 сентября 1960, Сайтама) — японский [футбол]ист и тренер. Выступал за национальную сборную.

## Клубная карьера
На протяжении своей футбольной карьеры выступал за клубы «Ниссан Моторс», «Урава Ред Даймондс», «Киото Пёрпл Санга». После окончания университета Чуо в 1983 году Танака стал игроком «Ниссан Моторс». И в первом же сезоне стал обладателем Кубка Императора, повторив успех в 1985 году. С 1988 по 1990 год клуб выиграл все три главных титула в Японии: национальный чемпионат, Кубок лиги и дважды — Кубок Императора в течение 2 лет подряд. А Танака был включён в символическую сборную лиги по итогам сезона 1989/90. В 1990-х он потерял место в основном составе и выходил на поле нерегулярно. И в 1992 году Танака перешел в «Урава Редс», а в 1994 году — «Киото Санга». В 1995 году он завершил карьеру.

## Карьера в сборной
С 1980 по 1985 год сыграл за национальную сборную Японии 17 матчей. А до этого Танака провел три игры в составе молодежной сборной (до 20 лет) на чемпионате мира 1979, проходившем в Японии. Дебют во взрослой команде состоялся 30 марта 1980 года в рамках матча квалификации на Олимпийские игры, против Малайзии. Также он участвовал в отборочных матчах к чемпионату мира 1982 и 1986 года, а также в квалификации на Летние Олимпийские игры 1984 года.

## Тренерская карьера
После окончания игровой карьеры Танака стал тренером «Токусима Вортис», (ранее — «Otsuka Pharmaceutical»), выступавшего в японской футбольной лиге — третьем по силе дивизионе страны. Тренер привел команду к победе в чемпионате в 2003 и 2004 годах и выходу в Лигу J2. Танака был уволен в сентябре 2006 года, а команда финишировала на последнем месте во втором дивизионе.

## Достижения

### Командные
«Ниссан Моторс»
- Победитель Первого дивизиона японской футбольной лиги: 1988/89, 1989/90
- Обладатель Кубка Императора: 1983, 1985, 1988, 1989, 1991

### Индивидуальные
- Включён в символическую сборную японской футбольной лиги: 1989/90

## Статистика

### В клубе
| Выступления за клуб | Выступления за клуб | Выступления за клуб          | Лига  | Лига | Кубок            | Кубок            | Кубок лиги | Кубок лиги | Итого | Итого |
| Сезон               | Клуб                | Лига                         | Матчи | Голы | Матчи            | Голы             | Матчи      | Голы       | Матчи | Голы  |
| Япония              | Япония              | Япония                       | Лига  | Лига | Кубок Императора | Кубок Императора | Кубок лиги | Кубок лиги | Итого | Итого |
| ------------------- | ------------------- | ---------------------------- | ----- | ---- | ---------------- | ---------------- | ---------- | ---------- | ----- | ----- |
| 1983                | Ниссан Моторс       | Чемпионат Японии. Дивизион 1 | 18    | 0    |                  |                  |            |            | 18    | 0     |
| 1984                | Ниссан Моторс       | Чемпионат Японии. Дивизион 1 | 15    | 0    |                  |                  |            |            | 15    | 0     |
| 1985/86             | Ниссан Моторс       | Чемпионат Японии. Дивизион 1 | 22    | 0    |                  |                  |            |            | 22    | 0     |
| 1986/87             | Ниссан Моторс       | Чемпионат Японии. Дивизион 1 | 19    | 0    |                  |                  |            |            | 19    | 0     |
| 1987/88             | Ниссан Моторс       | Чемпионат Японии. Дивизион 1 | 22    | 0    |                  |                  |            |            | 22    | 0     |
| 1988/89             | Ниссан Моторс       | Чемпионат Японии. Дивизион 1 | 22    | 0    |                  |                  |            |            | 22    | 0     |
| 1989/90             | Ниссан Моторс       | Чемпионат Японии. Дивизион 1 | 22    | 0    |                  |                  | 4          | 0          | 26    | 0     |
| 1990/91             | Ниссан Моторс       | Чемпионат Японии. Дивизион 1 | 0     | 0    |                  |                  | 4          | 0          | 4     | 0     |
| 1991/92             | Ниссан Моторс       | Чемпионат Японии. Дивизион 1 | 1     | 0    |                  |                  | 0          | 0          | 1     | 0     |
| 1992                | Урава Ред Даймондс  | Джей-лига                    | -     | -    | 4                | 0                | 9          | 0          | 13    | 0     |
| 1993                | Урава Ред Даймондс  | Джей-лига                    | 22    | 0    | 0                | 0                | 0          | 0          | 22    | 0     |
| 1994                | Киото Пёрпл Санга   | Японская футбольная лига     | 6     | 0    | 3                | 0                | -          | -          | 9     | 0     |
| 1995                | Киото Пёрпл Санга   | Японская футбольная лига     | 0     | 0    | 0                | 0                | -          | -          | 0     | 0     |
| Итого               | Итого               | Итого                        | 169   | 0    | 7                | 0                | 17         | 0          | 193   | 0     |

### В сборной
| Сборная Японии | Сборная Японии | Сборная Японии |
| Год            | Матчи          | Голы           |
| -------------- | -------------- | -------------- |
| 1980           | 4              | 0              |
| 1981           | 8              | 0              |
| 1982           | 0              | 0              |
| 1983           | 0              | 0              |
| 1984           | 2              | 0              |
| 1985           | 3              | 0              |
| Итого          | 17             | 0              |

### Тренерская статистика
| Команда         | С     | До    | Статистика | Статистика | Статистика | Статистика | Статистика |       |
| Команда         | С     | До    | И          | В          | П          | Н          | Побед %    |       |
| --------------- | ----- | ----- | ---------- | ---------- | ---------- | ---------- | ---------- | ----- |
| Токусима Вортис | 2005  | 2006  | 83         | 18         | 24         | 41         | 21.69      |       |
| Всего           | Всего | Всего | Всего      | 83         | 18         | 24         | 41         | 21.69 |